# آل بن عويضان (يافع)

تعديل مصدري - تعديل

ال بن عويضان هي إحدى قرى عزلة لبعوس بمديرية يافع التابعة لمحافظة لحج، بلغ تعداد سكانها 79 نسمة حسب تعداد اليمن لعام 2004.